# Лінд (Вашингтон)
Лінд (англ. Lind) — місто (англ. town) в США, в окрузі Адамс штату Вашингтон. Населення — 535 осіб (2020).

## Географія
Лінд розташований за координатами 46°58′14″ пн. ш. 118°36′53″ зх. д. / 46.97056° пн. ш. 118.61472° зх. д. (46.970589, -118.614731).  За даними Бюро перепису населення США в 2010 році місто мало площу 2,78 км², уся площа — суходіл.

### Клімат
| Клімат : Лінд           | Клімат : Лінд | Клімат : Лінд | Клімат : Лінд | Клімат : Лінд | Клімат : Лінд | Клімат : Лінд | Клімат : Лінд | Клімат : Лінд | Клімат : Лінд | Клімат : Лінд | Клімат : Лінд | Клімат : Лінд | Клімат : Лінд |
| Показник                | Січ.          | Лют.          | Бер.          | Квіт.         | Трав.         | Черв.         | Лип.          | Серп.         | Вер.          | Жовт.         | Лист.         | Груд.         | Рік           |
| Абсолютний максимум, °C | 16,7          | 19,4          | 24,4          | 33,3          | 37,8          | 40,6          | 43,9          | 45,0          | 38,9          | 32,8          | 22,2          | 15,6          | 45,0          |
| Середній максимум, °C   | 2,1           | 6,2           | 11,7          | 17,1          | 22,3          | 26,5          | 31,8          | 30,9          | 25,7          | 17,6          | 7,7           | 2,4           | 16,8          |
| Середній мінімум, °C    | −5            | −2,7          | −0,4          | 1,9           | 5,4           | 8,8           | 11,8          | 11,4          | 7,6           | 2,8           | −1,2          | −4,1          | 3,0           |
| Абсолютний мінімум, °C  | −32,2         | −31,7         | −17,2         | −11,7         | −5            | −1,7          | 0,0           | 0,0           | −5,6          | −15,6         | −26,7         | −28,9         | −32,2         |
| Норма опадів, мм        | 28            | 22            | 22            | 19            | 21            | 20            | 7             | 8             | 12            | 23            | 31            | 34            | 248           |
| Днів з опадами          | 10            | 8             | 8             | 6             | 6             | 5             | 2             | 3             | 4             | 7             | 11            | 11            | 81,0          |
| ----------------------- | ------------- | ------------- | ------------- | ------------- | ------------- | ------------- | ------------- | ------------- | ------------- | ------------- | ------------- | ------------- | ------------- |
| Джерело:                |               |               |               |               |               |               |               |               |               |               |               |               |               |

## Демографія
Згідно з переписом 2010 року, у місті мешкали 564 особи в 234 домогосподарствах у складі 151 родини. Густота населення становила 203 особи/км².  Було 276 помешкань (99/км²).
Расовий склад населення:
| - 87,9 % — білих - 1,6 % — чорних або афроамериканців - 1,4 % — азіатів - 6,4 % — осіб інших рас |

До двох чи більше рас належало 2,7 %. Частка іспаномовних становила 11,2 % від усіх жителів.
За віковим діапазоном населення розподілялося таким чином: 24,1 % — особи молодші 18 років, 57,8 % — особи у віці 18—64 років, 18,1 % — особи у віці 65 років та старші. Медіана віку мешканця становила 43,1 року. На 100 осіб жіночої статі у місті припадало 105,1 чоловіків;  на 100 жінок у віці від 18 років та старших — 104,8 чоловіків також старших 18 років.
Середній дохід на одне домашнє господарство  становив 62 243 долари США (медіана — 59 250), а середній дохід на одну сім'ю — 69 097 доларів (медіана — 70 625). За межею бідності перебувало 18,9 % осіб, у тому числі 29,0 % дітей у віці до 18 років та 16,9 % осіб у віці 65 років та старших.
Цивільне працевлаштоване населення становило 199 осіб. Основні галузі зайнятості: освіта, охорона здоров'я та соціальна допомога — 26,1 %, мистецтво, розваги та відпочинок — 16,6 %, публічна адміністрація — 11,1 %, сільське господарство, лісництво, риболовля — 10,1 %.